# Entrelazado (cultivo)

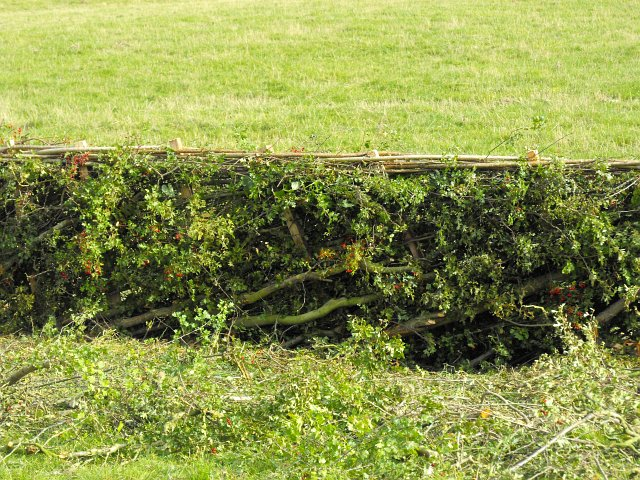
Creación de un seto utilizando el entrelazado

El entrelazado es una técnica utilizada para disponer ramas vivas o muertas de distintas especies arbustivas o arbóreas empleada para formar un seto. Los árboles se plantan en hileras y las ramas se entrelazan entre sí para fortalecer y rellenar los puntos débiles hasta que el seto tenga el espesor necesario para evitar el paso. Las ramas en contacto cercano pueden crecer conectadas entre sí, debido a un fenómeno llamado inosculación, una forma de injerto natural. El entrelazado también se usa para disponer los tallos de árboles delgados y espinosos con el propósito de obtener un efecto visual similar al de la cestería.

## Historia

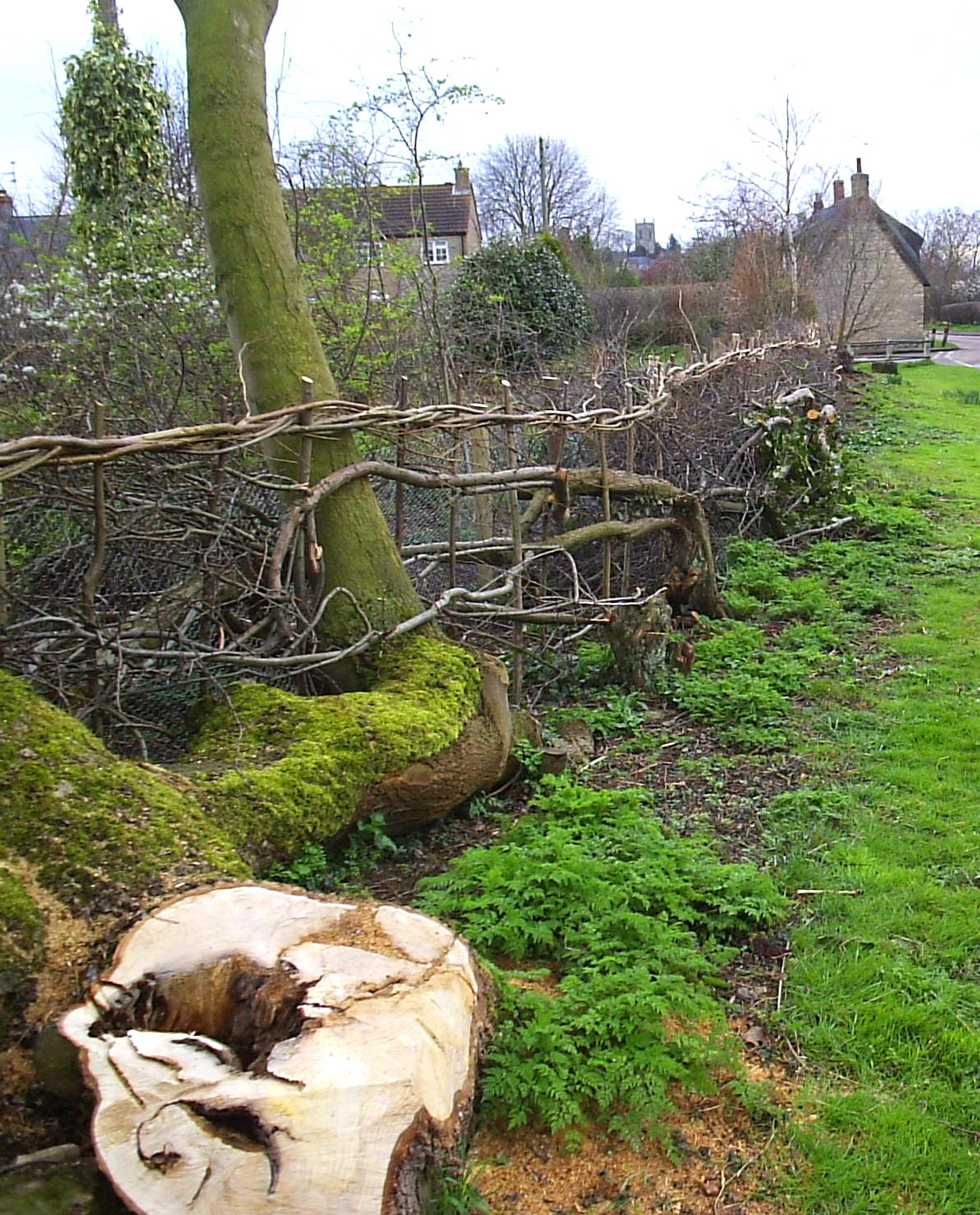
Entrelazado de ramas, que se mantiene cuando están muertas

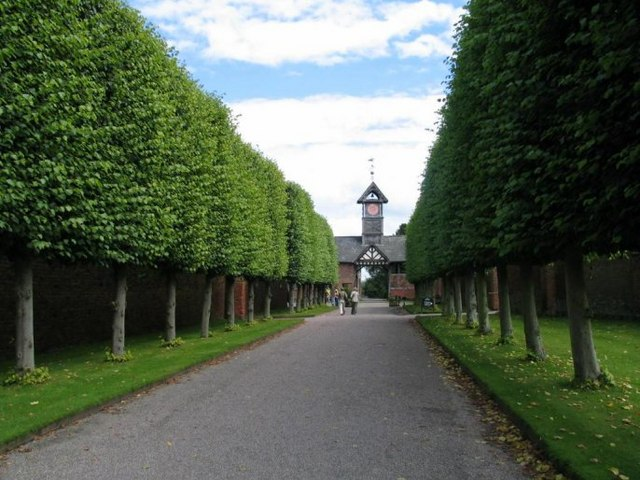
Avenida con tilos entrelazados en Arley Hall

Entrelazar fue común en los jardines desde finales de la época medieval hasta principios del siglo XVIII, para crear caminos sombreados o para formar cerramientos vivos de árboles o arbustos. La técnica había sido desarrollada por los agricultores europeos, que la usaban para hacer más seguros sus setos. Julio César (alrededor del 60 a. C.) afirmaba que la tribu gala de los nervios utilizaba el entrelazado de arbustos para crear barreras defensivas contra la caballería.
Esta técnica se puede utilizar para mejorar o renovar un seto, con el propósito de formar una barrera gruesa e impenetrable adecuada para encerrar animales. Mantiene las partes inferiores de un seto espesas y densas, y tradicionalmente se hacía cada pocos años. Los tallos de las plantas se cortan hacia el centro o más, luego se doblan y se entrelazan. Las plantas vuelven a crecer rápidamente, formando una densa barrera en toda su longitud.
En el diseño de jardines, la misma técnica ha producido estructuras elaboradas, paseos cuidadosamente sombreados y avenidas. Sin embargo, esta disposición no fue habitual en las colonias estadounidenses, donde una estética intensiva en mano de obra no ha sido una característica de la jardinería: "Debido al tiempo necesario para cuidar de los paseos rodeados de árboles entrelazados". Como señaló Donald Wyman, "se ven con poca frecuencia en los jardines de Estados Unidos, pero se observan con frecuencia en Europa".
Después de mediados del siglo XIX, los terratenientes ingleses volvieron a plantar avenidas, a menudo sombreando las amplias curvas de un camino, pero también en tramos rectos, como hizo Rowland Egerton en Arley Hall, Cheshire, que sobrevive espléndidamente.
En Mucho ruido y pocas nueces, Antonio comenta (I.ii.8ff) que el Príncipe y el Conde Claudio estaban "caminando en un camino denso de frutales de mi huerto". Una versión moderna de tales árboles frutales entrelazados independientes a veces se denomina "valla belga": los árboles frutales jóvenes podados en cuatro o seis ramas anchas en forma de Y, en la forma de candelabro llamada palmette verrier sobre una espaldera, son plantados a intervalos cortos, a unos dos metros de distancia, y sus ramas están unidas para formar una celosía diagonal, mediante un régimen de poda estacional severo; sujetando el crecimiento con palos rectos y atando los nudos para repetir el patrón.
Los árboles de corteza lisa, como los tilos o carpes, se usaban con mayor frecuencia para entrelazarse. Un parterre rodeado de laburnos entrelazados es una característica de los Jardines de la Reina en Kew, diseñado en 1969 para complementar la arquitectura angloholandesa del siglo XVII del Palacio de Kew. Un seto de carpes entrelazados de unos tres metros de altura es una característica del jardín de la ciudad replantado en Rubenshuis, Amberes, recreado a partir del cuadro de Rubens "El paseo por el jardín" y de grabados del siglo XVII.
En los jardines de André Le Nôtre y sus seguidores, el entrelazado servía para mantener las vistas de paseos rectos a través del bosque delimitado limpiamente. En el Parque de Studley Royal, Yorkshire, las avenidas comenzaron a ser rodeadas de árboles una vez más, como un experimento de restauración, en 1972.

## Entrelazado en el arte
La palabra entrelazado se ha utilizado para describir una forma artística de modelado arbóreo. Así mismo, describe el tejido de ramas en casas, muebles, escaleras y otros muchos objetos. Ejemplos de estructuras vivas entrelazadas incluyen el banco de aliso rojo de Richard Reames y la torre de sicómoros de Axel Erlandson. También hay ideas conceptuales como el Fab Tree Hab.